# Khagraćori
Khagraćori (beng. খাগড়াছড়ি; ang. Khagrachari) – miasto w Bangladeszu w prowincji Ćottogram. W 2001 roku liczyło ok. 57 tys. mieszkańców.